# NATIVE (ZOOのアルバム)
『NATIVE』（ネイティヴ）は、1991年7月21日にFOR LIFEから発売されたZOOの1枚目のオリジナル・アルバム。

## 概要
1990年5月のメジャー・デビューから1年2ヶ月を経て発売。フルアルバム相当の曲数ではあるが、表題曲のリミックスも多数含まれている。
全作詞を佐藤ありす、全編曲を岩崎文紀が担い、収録曲の半数を中西圭三・小西貴雄が手掛け、中西は多数バックコーラスも兼任している。

## 収録曲
全作詞：佐藤ありす／全編曲：岩崎文紀
1. Careless Dance (Remix Long Version) (9:26)[3]
作曲：中西圭三・小西貴雄
1stシングルリミックス・バージョン。
2. Native (REMIX by JAZZ BROTHERS feat. diet music) (5:27)[3]
作曲：中西圭三・小西貴雄
3rdシングル。
3. White Lie (4:22)[3]
作曲：岩崎文紀
4. GIVEN (Remix Version) (5:12)[3]
作詞：松本一起　作曲：羽田一郎
2ndシングル・リミックス・バージョン。
※ボーカル:LUKE・SATSUKI
5. Her Hard Heart Hurt (3:49)[3]
作曲：中西圭三・小西貴雄
※ボーカル:ZOO Jr.
※1992年2月21日に「DEER」名義でシングルカット
6. Love Rush (4:11)[3]
作曲：羽田一郎
※ボーカル:MIHO
※1991年9月21日に「MIHO with ZOO」名義でシングルカット
7. Careless Dance (5:17)[3]
作曲：中西圭三・小西貴雄
1stシングル。
8. DADA'S Theme Count Down (3:43)[3]
作曲：中西圭三・小西貴雄
3rdシングルC/W。
※男性メンバーのボーカル曲
9. Native (Remix Version) (7:43)[3]
作曲：中西圭三・小西貴雄
3rdシングル・リミックス・バージョン。
10. Last Play (Album Version) (5:46)[3]
作曲：中西圭三・小西貴雄
1stシングルC/Wアルバム・バージョン。